# На линии огня (стела)

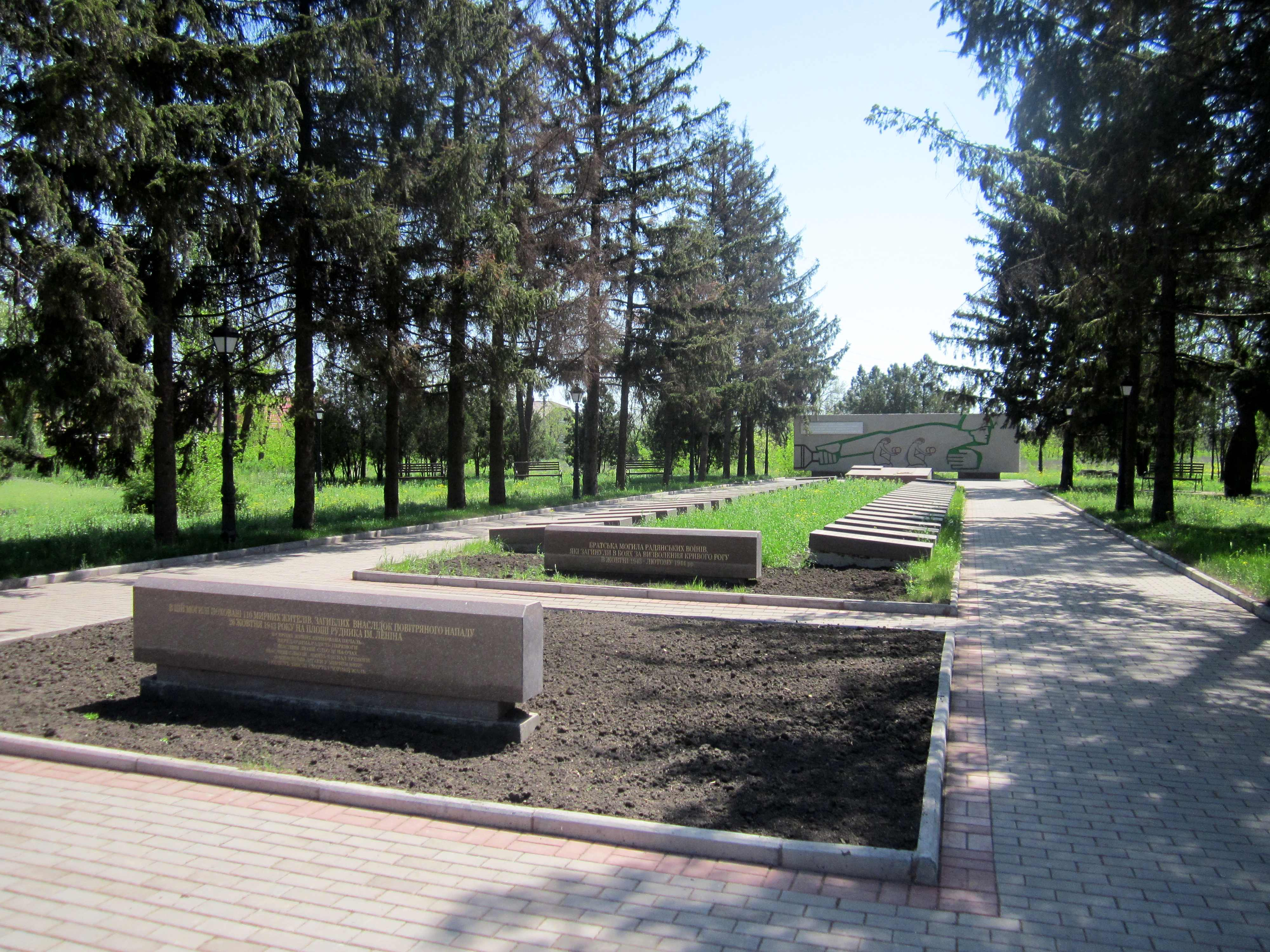
Общий вид

Стела «На линии огня» — памятник истории Великой Отечественной войны в городе Кривой Рог, место сражений с фашистами и братская могила 326 советских воинов, погибших при освобождении города; перезахоронение останков с мемориального кладбища (2 могилы Героев Советского Союза, братские могилы: советских воинов, мирных жителей — жертв фашизма).

## История
С октября 1943 по февраль 1944 года между рудниками имени Орджоникидзе и Розы Люксембург проходила линия советско-германского фронта. Части 188-й, 92-й, 15-й, 28-й стрелковых дивизий и 10-й гвардейской воздушно-десантной дивизии 37-й армии держали оборону на северных окраинах Кривого Рога. На памятном месте прошли жестокие бои частей 3-го Украинского фронта с нацистскими войсками перед наступлением на город.
Гранитная стела была торжественно открыта 9 мая 1967 года. Она заменила обелиск, установленный в 1946 году. Авторы — художники Л. А. Корольчук и Г. Г. Хриенко. Первое название: «Памятник — место жестоких боёв с немецкими захватчиками 23.10.1943 г. — 22.02.1944 г.».
Решением Днепропетровского облисполкома № 618 от 8 августа 1970 года памятник был взят на учёт под охранным номером 1653.
В 1975 году к памятнику состоялось перезахоронение из двух ныне несуществующих памятников истории Терновского района: братской могилы советских воинов из села Новоивановка (№ 1668) и братской могилы советских воинов в парке рудоуправления имени Р. Люксембург (№ 1669).
В 2012 году на это место были перевезены останки разрушенного в результате техногенной аварии мемориального кладбища вблизи шахты имени Орджоникидзе: 2 могилы Героев Советского Союза, братские могилы советских воинов и мирных жителей — жертв фашизма (несуществующий ныне памятник истории № 1665).

## Характеристика
Памятник состоит из 3 братских могил, вечного огня и стелы, расположенных по улице Сергея Колачевского (бывшая 23 февраля) в Терновском районе.
В первой братской могиле похоронены мирные жители: «В этой могиле похоронены 110 мирных жителей, погибших в результате воздушного нападения 26 октября 1943 года на площади Ленина».
Вторая братская могила 31,8×6,65 м. На западной стороне установлен блок из полированного гранита охристого цвета, 2,5×0,5×0,28 м, на лицевой стороне которого выгравирована надпись на украинском языке: «Братская могила советских воинов, погибших в боях освобождение Кривого Рога в октябре 1943 — феврале 1944 гг.».
Третья братская могила в виде платформы размерами 3,6×3,6×0,45—0,7 м, облицованной по бокам гранитными полированными плитками. Сверху лежат 24 полированные гранитные плиты коричневого цвета, размерами 0,6×0,6 м, с выгравированными и закрашенными в золотистый цвет фамилиями, инициалами, воинскими званиями и датами гибели воинов. На одном из углов платформы находится плита из серого полированного гранита, 1,4×1,15×0,1 м, на которой выгравирована надпись на украинском языке: «Здесь похоронены 326 советских воинов, погибших при освобождении г. Кривой Рог от немецко-фашистских захватчиков и 99 неизвестных воинов».
В индивидуальных могилах перезахоронены Герои Советского Союза Владимир Дышинский и Василий Симбирцев.
Вечный огонь в виде объёмной пятиконечной звезды в обрамлении венка из дубовых листьев.
Стела железобетонная прямоугольная 10,1×3,5×1,1 м, серого цвета с изображением советского воина с отведённой назад правой рукой с гранатой и прижатой к груди левой рукой. На фоне фигуры воина — контуры фигур двух девушек, склонившихся на правое колено и держащих в руках по два цветка.